# Catedral de San Ignacio (Shanghái)

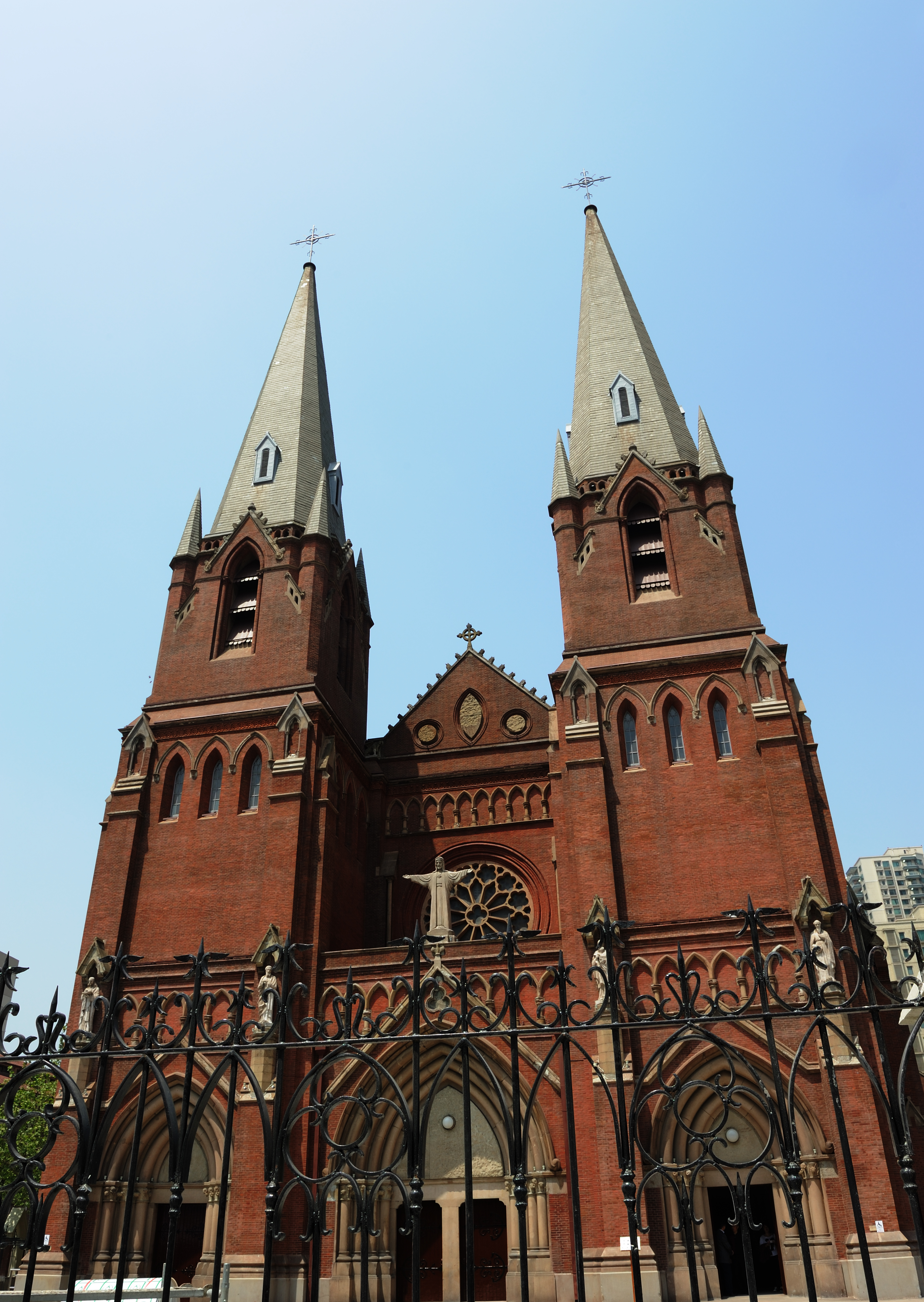
La catedral de San Ignacio, Xujiahui, Shanghái.

La Catedral de San Ignacio de Shanghái (聖依納爵主教座堂), también conocida como Catedral de Xujiahui (徐家汇天主教堂), es una catedral católica neogótica situada en Puxi Road, en  Xujiahui, Distrito de Xuhui, en Shanghái, China. Cada domingo asisten más de 2000 personas a la catedral.[cita requerida]

## Historia

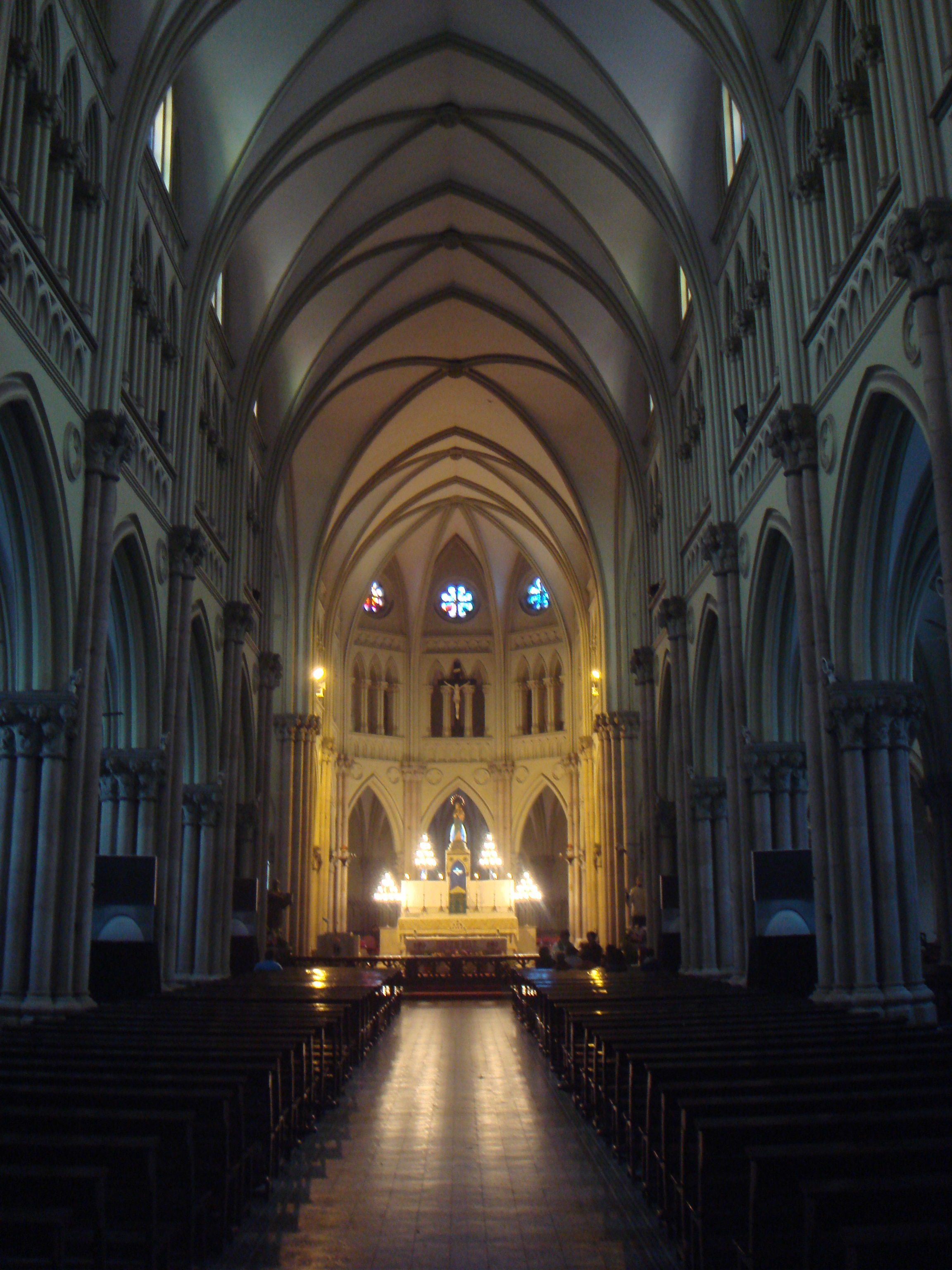
Interior de la catedral

Diseñada por el arquitecto inglés William Doyle, y construida por jesuitas franceses entre 1905 y 1910, se dice que fue conocida como "la catedral más grandiosa del Extremo Oriente." Puede alojar a 2500 fieles a la vez. 
En 1966, al inicio de la Revolución Cultural, los Guardias Rojos vandalizaron la catedral, derribando sus chapiteles y el techo, y rompiendo sus aproximadamente 300 metros cuadrados de vidrieras. Durante los siguientes diez años el edificio sirvió como un almacén de grano propiedad del estado.
En 1978 se reabrió la catedral, y los chapiteles se restauraron a comienzos de la década de 1980.
En 1989, se celebró la primera misa en chino de la historia en la Catedral de San Ignacio, por orden del Obispo Aloysius Jin Luxian. La misa fue oficiada por el Padre Thomas Law de Hong Kong, el Padre Joseph Zen Ze-kiun de Hong Kong (nombrado posteriormente obispo y cardenal de Hong Kong), y el Padre Edward Malatesta, S.J., de San Francisco.
Aún continúa la restauración del edificio. En 2002, Wo Ye, un artista pekinés, y el Padre Thomas Lucas, jesuita de la Universidad de San Francisco, comenzaron un proyecto de cinco años para sustituir las vidrieras de la catedral. Las nuevas ventanas incorporan caracteres e iconografía china, y se espera que se finalicen a tiempo para la Exposición Universal de Shanghái de 2010.
Desde el año 2014, este templo alberga la imagen de Santa María, Emperatriz de China, obra del imaginero español Antonio Jesús Yuste Navarro.

## Transporte
La Catedral está situada cerca de la Estación de Xujiahui de las líneas 1 y 9 del Metro de Shanghái.

## En la cultura popular
La catedral apareció en las primeras escenas de la película de Steven Spielberg El imperio del sol (1987), aunque no es la catedral del libro original El imperio del sol de J. G. Ballard, que asistió al colegio anglicano de la Iglesia de la Santísima Trinidad de Shanghái.